# Onofre Ferragut
Onofre Ferragut, (Sa Pobla, 1550-1605) notari i escriptor pobler, fou el primer d'una important saga de notaris mallorquins, propietari de la possessió des Molinàs de sa Pobla, fou autor d'una versió de la Consueta dels pastorells mostra del teatre nadalenc mallorquí.
És el primer autor literari conegut nascut a sa Pobla.